# كريستوفر بوهم
كريستوفر بوهم (بالإنجليزية: Christopher Boehm)‏ هو عالم إنسان أمريكي. ولد عام 1931م.

## التعليم
حصل بوهم على درجة الدكتوراه في علم الإنسان الاجتماعي من جامعة هارفارد في عام 1972، وتم تدريبه لاحقًا في مجال التقنيات الأخلاقية (1983).

## العمل الميداني
قام بوهم بعمل ميداني مع نافاجوس الجبل الأسود والشمبانزي البري، مع التركيز على مسائل العادات والتطور.

## الجوائز
حصل بوهم على جائزة ستيرلنغ في الأنثروبولوجيا النفسية، وحصل على زمالة جون سيمون جوجنهايم ومنحة في كلية البحوث المتقدمة في سانتا في، نيو مكسيكو.